# Kara Swisher
Kara Swisher (Pensilvania, 11 de diciembre de 1963) es una periodista estadounidense especializada en empresas tecnológicas conocida por ser la cofundadora de web Recode. Es escritora colaboradora de The New York Times desde 2018. Anteriormente escribió en The Wall Street Journal, haciendo funciones de coeditora ejecutiva de la sección All Things Digital.

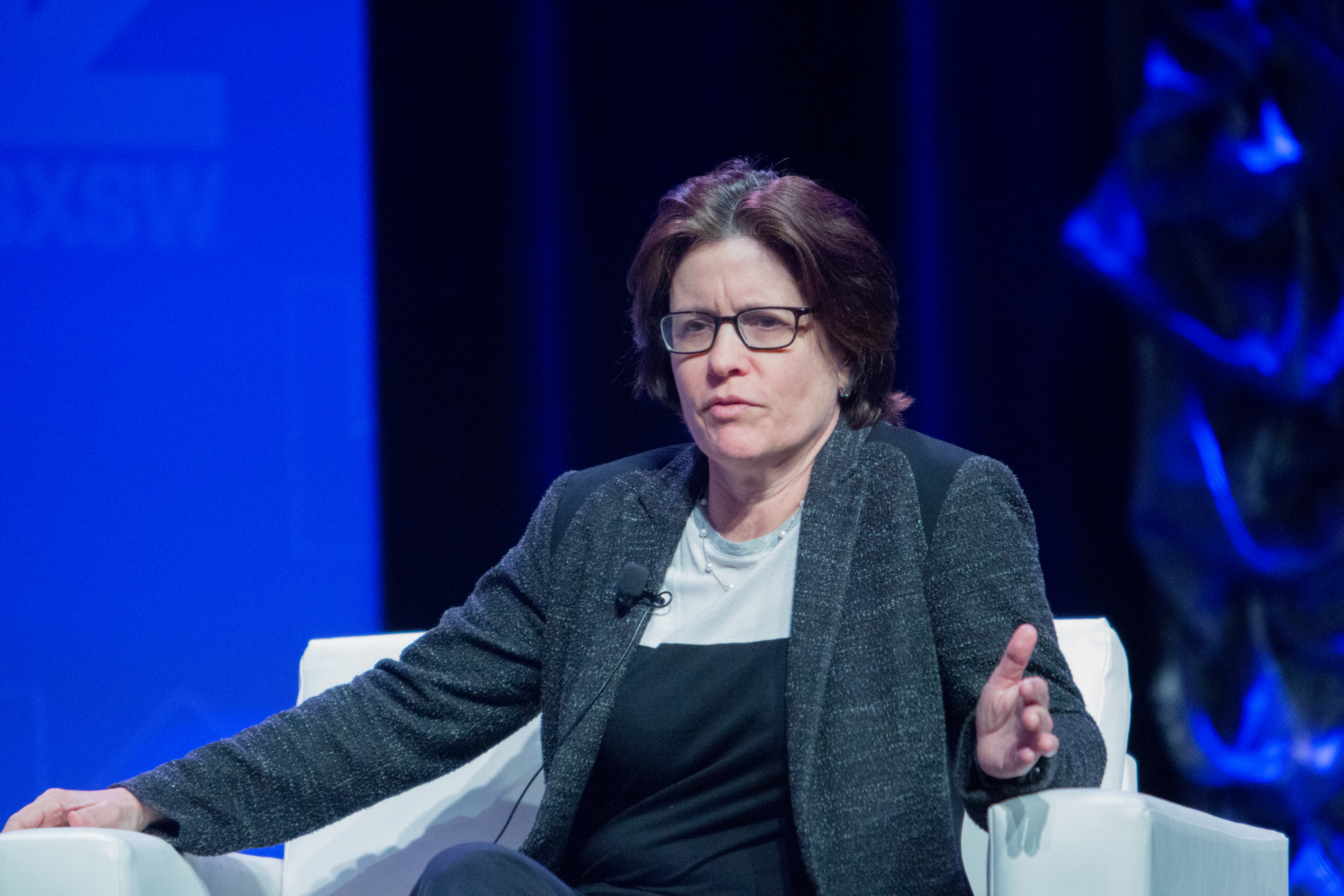
Kara en 2017

Es especialmente conocida por su oposición al modus operandi de las empresas tecnológicas de Silicon Valley desde hace sus inicios.

## Inicios
Estudio en la Princeton Day School desde 1976 hasta 1980. Posteriormente se graduó en la Escuela de Relaciones Internacionales Edmund A. Walsh de la Universidad Georgetown en 1984. Durante su etapa en dicha Universidad escribió en "The Hoya" (el periódico de su Escuela), y "The Georgetown Voice", la revista de su Universidad. En 1985 realizó un máster en periodismo en la Universidad de Columbia.

## Carrera profesional
Swisher comenzó a trabajar en un periódico alternativo de Washington D. C. y en The Washington Post, donde empezó como becaria pero fue contratada a tiempo completo.

### Wall Street Journal
Swisher comenzó a trabajar en The Wall Street Journal en 1997, en su sede de San Francisco. Fue la creadora y escritora de la columna "Boom Town" dedicada a empresas, personalidades y cultura de Silicon Valley. Esta columna aparecía en portada de la sección Marketplace del periódico (sección recientemente renombrada como "Business & Tech"), tanto impresa como en línea. Durante dicho periodo fue nombrada la reportera especializada en Internet más influyente por la revista  Industry Standard.
En 2003 lanzó junto a su colega Walt Mossberg el congreso "All Things Digital", que posteriormente se convirtió en el blog de noticias diarias AllThingsD.com. El congreso incluía entrevistas que Swisher y Mossberg realizaban a ejecutivos de empresas de alto renombre, como Bill Gates, Steve Jobs y Larry Ellison sin usar presentaciones ni textos preparados sobre el escenario.

### Libros
Es autora del libro "aol.com: How Steve Case Beat Bill Gates, Nailed the Netheads and Made Millions in the War for the Web", publicado por Times Business Print Books en julio de 1998. Su secuela, "There Must Be a Pony in Here Somewhere: The AOL Time Warner Debacle and the Quest for a Digital Future" lo publicó Crown Business Print Books en otoño de 2003.

### Recode
El 1 de enero de 2014 Swisher y Mossberg comenzaron su carrera independiente con la web Recode, en San Francisco (California). En primavera de dicho año celebraron el congreso inaugural "Code" (entonces la web se denominada Re/Code) cerca de Los Ángeles. Posteriormente, en mayo de 2015, Vox Media adquirió la web. Un mes más tarde, en junio de 2015,  lanzaron "Recode Decode", un pódcast semanal en el que Swisher entrevista figuras destacadas de la tecnología, contando con Stewart Butterfield como primer invitado.

### New York Times
Swisher es escritora colaboradora de la Opinion Section del The New York Times desde agosto de 2018, centrándose en tecnología. Ha tratado temas como Elon Musk, la salida de Kevin Systrom de Instagram, la censura en Google y el derecho en Internet ("Internet Bill of Rights"). También responde a preguntas semanalmente en vídeos en directo a través de Twitter.

## Galardones
En 2011 recibió el premio de blogging "Gerald Loeb" por "Liveblogging Yahoo Earnings Calls in 2010 (They're Funny!)".